# Nhị Bình, Châu Thành (Tiền Giang)
Nhị Bình là một xã thuộc huyện Châu Thành, tỉnh Tiền Giang, Việt Nam. Xã có diện tích 19,34 km², dân số năm 1999 là 16.348 người, mật độ dân số đạt 845 người/km².

## Lịch sử
Xã Nhị Bình nguyên gốc là Thôn Bình Thuyên được thành lập vào khoảng nửa sau Thế Kỷ XVIII bởi ông Cai Lữ, là viên cai đội hay cai cơ Nguyễn Văn Lữ, gốc người miền Trung, chiêu mộ dân chúng tiến hành khẩn hoang lập ấp ở vùng đất mới phương Nam trên một giồng cát, sau gọi là giồng Cai Lữ gắn với tên ông, được sách xưa ghi là Lữ phụ và được nhắc vài lần trong giai đoạn chúa Nguyễn Ánh đối đầu với quân Tây Sơn hồi nửa sau thế kỷ XVIII. Sau khi ông Cai Lữ mất, dân làng nhớ ơn ông đã  khắc bài vị thờ ở đình làng “Tiền hiền Cai Lữ Nguyễn quí công chi vị”. Mộ ông Cai Lữ hiện tọa lạc gần chùa Tân Thạnh, xã Nhị Bình, huyện Châu Thành, tỉnh Tiền Giang.
Sau đó, dưới thời vua Gia Long (1802 – 1819), thôn Bình Thuyên tách ra thành 2 thôn là Bình Thuyên Đông và Bình Thuyên Tây, thuộc tổng Kiến Thuận, huyện Kiến Hưng (建興縣), Phủ Kiến An (建安府), Trấn Định Tường (鎮祥省). Phần đất của ông thuộc thôn Bình Thuyên Đông.
Dưới thời vua Minh Mạng (1820 – 1840), thôn Bình Thuyên Đông nhập với thôn Bình Yên thành thôn Nhị Bình, thuộc tổng Hưng Nhơn, huyện Kiến Hưng, tỉnh Định Tường.

### Thời Pháp thuộc
Sau khi chiếm hết được ba tỉnh miền Đông Nam Kỳ vào năm 1862, thực dân Pháp dần xóa bỏ tên gọi tỉnh Định Tường cùng hệ thống hành chính phủ huyện cũ thời nhà Nguyễn, đồng thời đặt ra các hạt Thanh tra. Thôn Nhị Bình khi đó thuộc hạt Thanh tra Kiến Hưng (cũng gọi là hạt Thanh tra Kiến An) được thành lập trên địa bàn huyện Kiến Hưng thuộc phủ Kiến An, tỉnh Định Tường cũ. Về sau, hạt Thanh tra Kiến Hưng (hay Kiến An) cũng được đổi tên thành hạt Thanh tra Mỹ Tho.
Sau năm 1876, các thôn đổi thành làng (village) và thôn Nhị Bình đổi thành làng Nhị Bình. Ngày 5 tháng 1 năm 1876, hạt Thanh tra Mỹ Tho đổi thành hạt tham biện Mỹ Tho. Ngày 1 tháng 1 năm 1900, tất cả các hạt tham biện ở Đông Dương điều thống nhất gọi là "tỉnh", trong đó có tỉnh Mỹ Tho.
Sau năm 1900, thực dân Pháp thành lập Trung tâm Hành chánh Châu Thành thuộc tỉnh Mỹ Tho và làng Nhị Bình khi đó thuộc tổng Hưng Nhơn.
Ngày 22 tháng 3 năm 1912, thực dân Pháp lập quận Bến Tranh với hai quận Hưng Nhơn và Hưng Nhượng thuộc tỉnh Mỹ Tho.
Ngày 1 tháng 1 năm 1928, quận Bến Tranh giải thể, tổng Hưng Nhơn đưa về quận Châu Thành. Từ đó cho đến ngày 21 tháng 7 năm 1956, làng Nhị Bình thuộc tổng Hưng Nhơn, quận Châu Thành, tỉnh Mỹ Tho.

## Hành chính
Xã Nhị Bình được chia thành 8 ấp: Đông A, Đông B, Hòa, Hưng, Nam, Tây, Trung A, Trung B.

## Ảnh

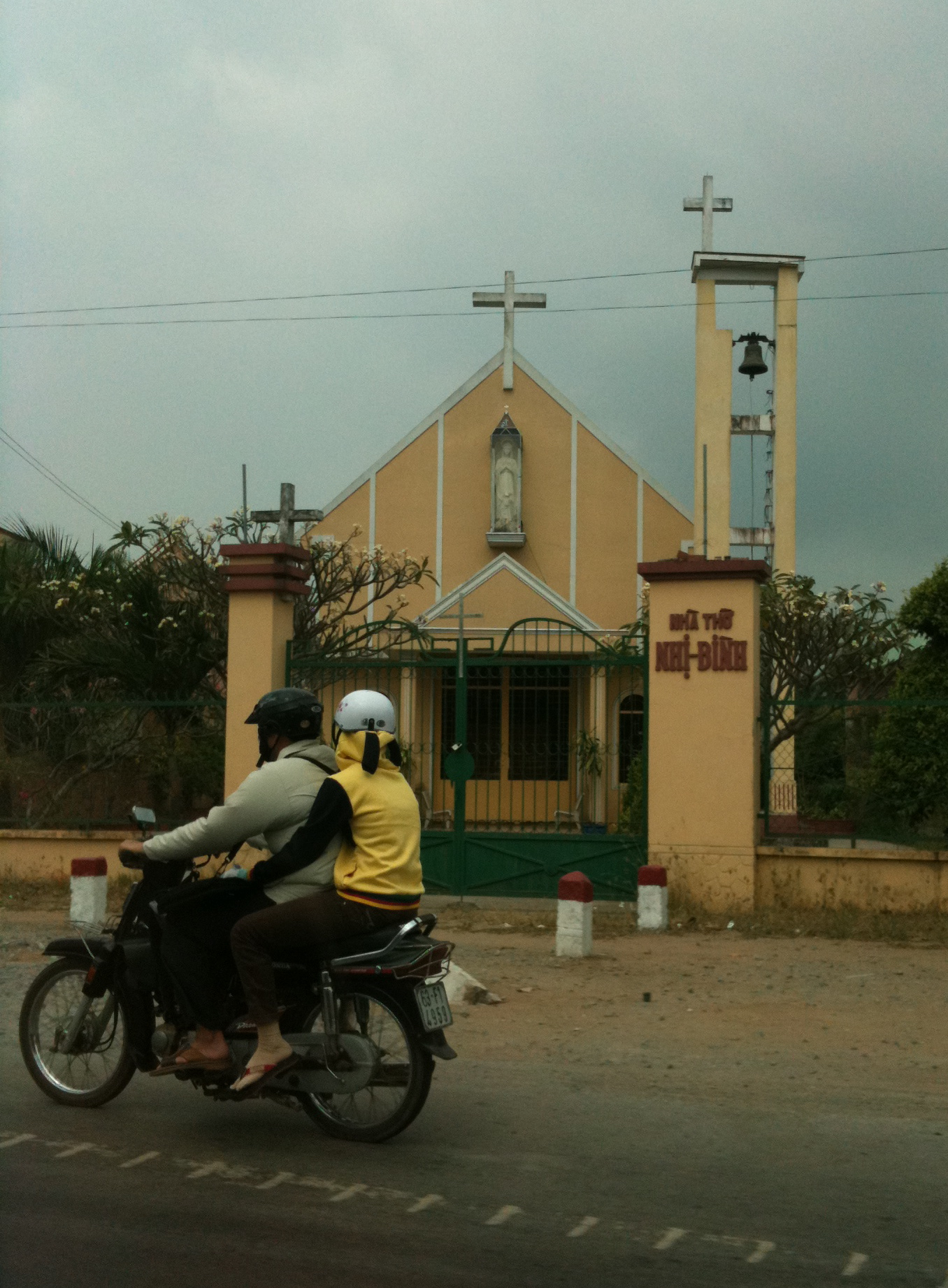
Nhà thờ Nhị Bình.
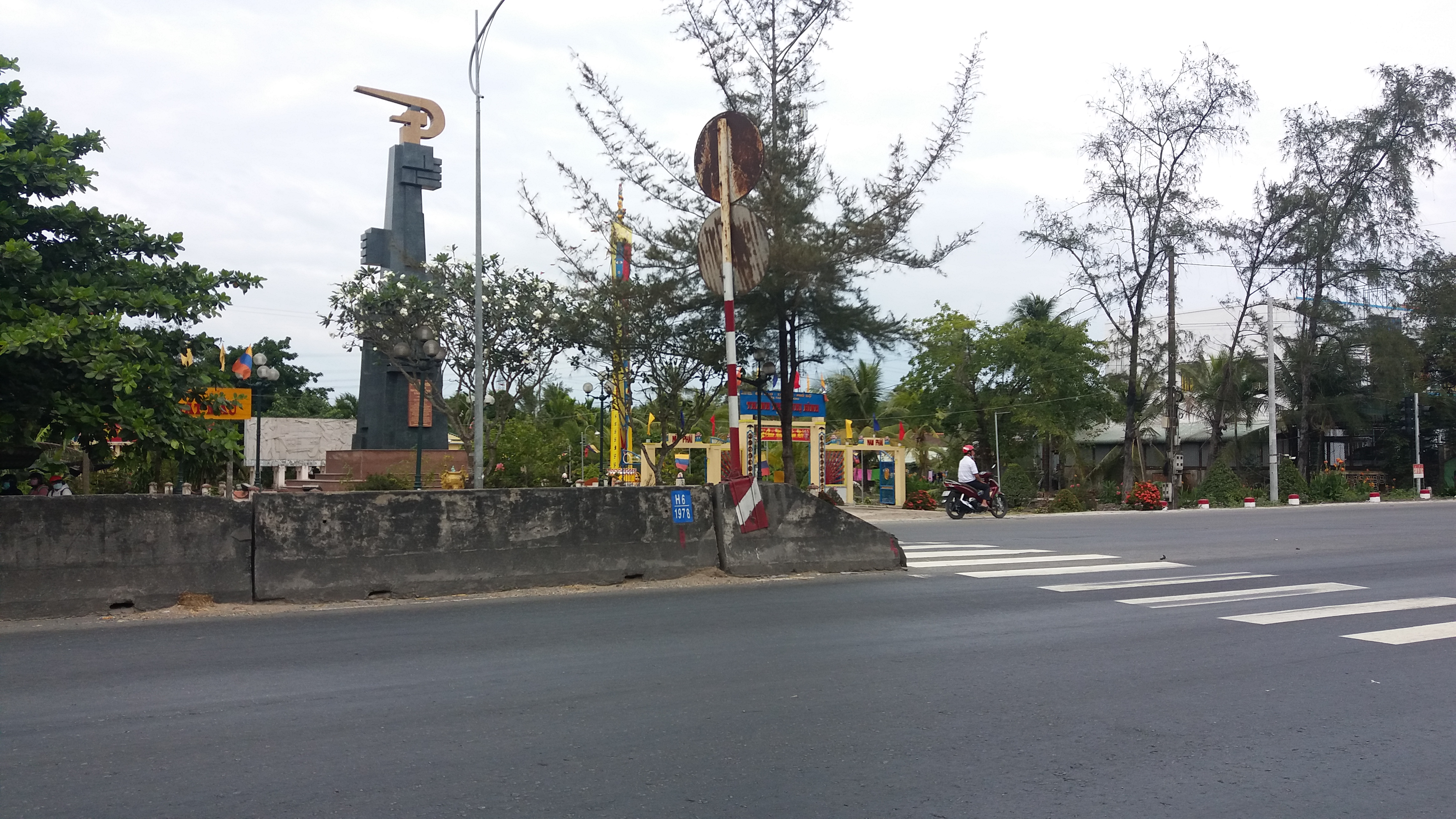
Ngã ba Nhị Bình.